# Sziklai Péter
Sziklai Péter (Budapest, 1968. október 6.) magyar matematikus. Az Eötvös Loránd Tudományegyetem Természettudományi Kar oktatója és egykori dékánja.

## Tanulmányai és oktatói karrier
1992-ben végzett az ELTE TTK matematikus szakán.
1989-91: párhuzamos képzés keretében a fizikus szak (egy részét) is végzi az ELTE TTK-n.
1998-ban a Matematikai tudományok kandidátusa (MTA). Disszertációjának a címe: Mind the gap!
1999-től az ELTE TTK Számítógéptudományi Tanszékén oktat.
2009-ben habilitált az ELTE-n.
2014-ben védte meg nagydoktori címét az MTA-nál.
2018. november 6-tól Sziklai Péter lett az ELTE Természettudományi Kar dékánja, miután Surján Péter lemondott. Utódja Kacskovics Imre lett miután Sziklait nem választották újra. 
2019-ben nyilvános vitában vett részt Frei Zsolttal az ELTE TTK dékáni posztjáért. Ennek ellenére 2019 májusában Miklósi Ádám és Kacskovics Imre indult a dékáni posztért, amit az utóbbi nyert el.

## Publikációi
A Google Tudós alapján az alábbi cikkei a legidézettebbek:
- Sziklai, P. (2008). On small blocking sets and their linearity. Journal of Combinatorial Theory, Series A 115(7), 1167–1182.[9]
- Storme, L. & Sziklai, P. (2001). Linear point sets and Rédei type k-blocking sets in PG (n, q). Journal of Algebraic Combinatorics, 14(3), 221–228.[10]

## Díjak
- 1992: A Bolyai János Matematikai Társulat a Rényi Kató díj
- 1999: Grünwald díj
- 2004: Pollák-Virág díj